# NIC-35A
La NIC-35A  es una importante carretera nacional clasificada como troncal principal en Nicaragua. Esta vía comienza en el Sur, conectándose con la NN-45 a la altura de San Nicolás, Departamento de Estelí y culmina en la NIC-1 en el municipio de Estelí en el departamento de Estelí. 

## Extensión
Con una extensión de 9,21 millas (14,8 km), la NIC-35A juega un rol clave en la conectividad y transporte de la región.